# XXII. dinasztia
Az ókori egyiptomi XXII. dinasztia líbiai (meswes törzsbeli) származású uralkodók dinasztiája volt, amely kb. i. e. 943-tól i. e. 716-ig volt hatalmon a harmadik átmeneti korban. Bubasztiszi dinasztiának is nevezik, mivel az ide tartozó fáraók eredetileg Bubasztisz városából származtak. A dinasztiát I. Sesonk alapította.

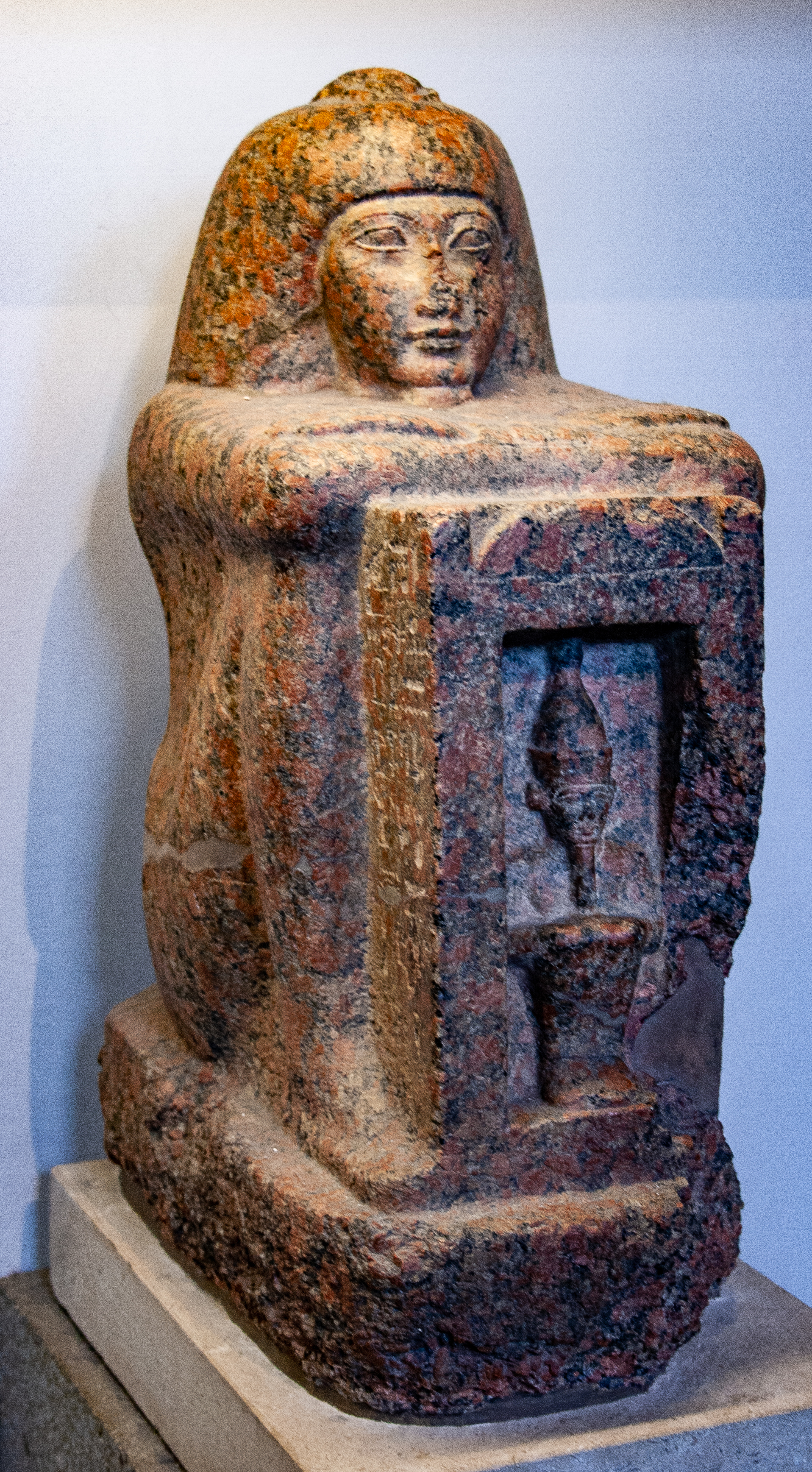
A palota főfelügyelőjének szobra II. Oszorkon uralkodása idejéből (British Museum)

## Uralkodók
A líbiaiak a XX. dinasztia idején kezdtek letelepedni Egyiptomban. Manethón szerint ez a berber származású dinasztia Bubasztiszból ered, de uralkodói majdnem teljesen biztosan Taniszból kormányoztak, sírjukat is itt tárták fel.
A dinasztiához tartozik a lent felsorolt uralkodókon kívül Tutheperré Sesonk, akinek helye a kronológiában bizonytalan; valószínű, hogy az i. e. 9. század elején uralkodott, rövid ideig I. Oszorkon és I. Takelot között. V. Sesonk után a következő taniszi uralkodó IV. Oszorkon volt, akit időnként nem tartanak a XXII. dinasztia tagjának, mert csak Alsó-Egyiptom egy része fölött uralkodott, egyidőben a szaiszi Tefnahttal, akinek hatalmát Memphiszben is elismerték, valamint a leontopoliszi II. Juputtal.

| Fáraó         | Uralkodói neve           | Uralkodása    | Megjegyzések                                                                                                  |
| ------------- | ------------------------ | ------------- | --- |
| I. Sesonk     | Hedzsheperré Szetepenré  | i. e. 943–922 | Talán azonos a bibliai Sisákkal.                                                                              |
| I. Oszorkon   | Szehemheperré Szetepenré | i. e. 922–887 | |
| II. Sesonk    | Hekaheperré Szetepenré   | i. e. 887–885 | Jürgen von Beckerath szerint két évig uralkodott független uralkodóként Taniszban.                            |
| I. Takelot    | Hedzsheperré Szetepenré  | i. e. 885–872 | |
| II. Oszorkon  | Uszermaatré Szetepenamon | i. e. 872–837 | Az Izraeli Királyság szövetségese; i. e. 853-ban az asszír III. Salmaneszer ellen harcolt a karkari csatában. |
| III. Sesonk   | Uszermaatré Szetepenré   | i. e. 837–798 | |
| IV. Sesonk    | Hedzsheperré Szetepenré  | i. e. 798–785 | Nem tévesztendő össze VI. Sesonkkal, akit 1993 előtti publikációk IV. Sesonkként számoznak.                   |
| Pami          | Uszermaatré Szetepenamon | i. e. 785–778 | |
| V. Sesonk     | Aheperré                 | i. e. 778–740 | |
| II. Pedubaszt | Szehotepibenré           | i. e. 740–730 | Nem minden királylista említi, helye a kronológiában bizonytalan                                              |
| IV. Oszorkon  | Uszermaatré              | i. e. 730–716 | Nem mindig sorolják a dinasztia királyai közé, de Taniszban ő követte V. Sesonkot. Ő a bibliai Szo fáraó.     |

III. Sesonk nyolcadik uralkodási évére elvesztette az uralmat Felső- és Közép-Egyiptom felett, ahol innentől kezdve a XXII. dinasztiával rokon XXIII. dinasztia uralkodott.

## Fordítás
Ez a szócikk részben vagy egészben  a   Twenty-second Dynasty of Egypt című angol Wikipédia-szócikk ezen változatának fordításán alapul.  Az eredeti cikk szerkesztőit annak laptörténete sorolja fel. Ez a jelzés csupán a megfogalmazás eredetét és a szerzői jogokat jelzi, nem szolgál a cikkben szereplő információk forrásmegjelöléseként.